# Fitosocjologia

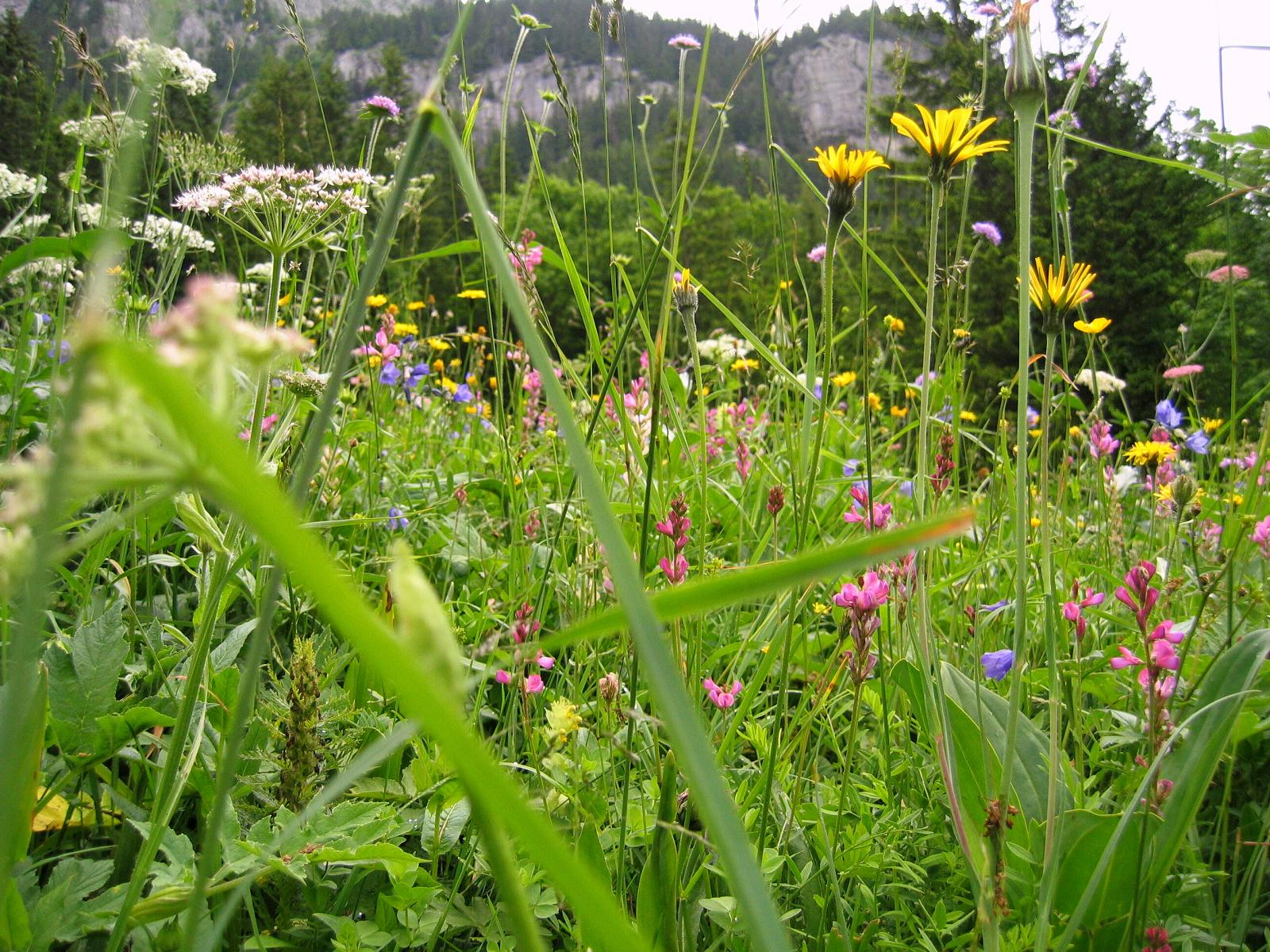
Zbiorowisko roślinne – obiekt zainteresowań fitosocjologii

Fitosocjologia, fitocenologia, fitocenotyka – dział botaniki (dyscyplina botaniczna), którego przedmiotem badań jest roślinność. Zajmuje się badaniem zbiorowisk roślinnych występujących w naturze, tj. fitocenoz oraz ich klasyfikowaniem (zob. syntaksonomia). Celem fitosocjologii jest stworzenie empirycznego modelu roślinności za pomocą kombinacji gatunków charakteryzującej unikatowe jednostki roślinności zwane syntaksonami. Nazewnictwo syntaksonów jest ustalane zgodnie z Międzynarodowym Kodem Nomenklatury Fitosocjologicznej (International Code of Phytosociological Nomenclature).
Autorem terminu fitosocjologia jest jeden z pionierów badań w tym zakresie – Józef Paczoski. Niektórzy autorzy krytykują termin jako niefortunny ze względów językowych. Drugi człon nazwy daje bowiem podstawę do błędnych porównań z socjologią, czyli nauką o społecznościach ludzkich. W niektórych krajach preferowane jest określenie fitocenologia, w innych po prostu nauka o roślinności.

## Szkoły fitosocjologiczne
W fitosocjologii istnieje szereg odrębnych szkół badawczych, posługujących się odrębnymi metodami naukowymi.
Szkoła francusko-szwajcarska
W Polsce praktycznie w pełni dominuje. Wywodzi się od jednego z największych klasyków tej dyscypliny, Josiasa Braun-Blanqueta. Dysponuje narzędziami (przede wszystkim zdjęcie fitosocjologiczne) pozwalającymi na objęcie badaniami w krótkim czasie stosunkowo dużych obszarów, bez konieczności stosowania nadmiernych uproszczeń podczas analizy i publikacji wyników. Powszechnym sposobem wyróżniania i porównywania fitocenoz jest metoda tabelaryczno-porównawcza, w ostatnim czasie rozpowszechniły się również metody numeryczne.
Szkoła skandynawska (północna, upsalska)
Wykształciła się wyniku syntezy szkoły szwedzko-fińskiej i północnoalpejskiej. Podstawową jednostką podziału roślinności jest socjacja. Jej opis powstaje w wyniku rejestracji stosunków ilościowych gatunków roślin na 4-10 powierzchniach, wyznaczanych w jednorodnym płacie roślinności, przy czym każda z powierzchni zajmuje 1m². Po zestawieniu danych w tabeli wybiera się gatunki dominujące (występujące masowo w ponad 90% spisów) i stałe (występujące z różną liczebnością w ponad 90% spisów). Od gatunków dominujących nadawane są nazwy socjacjom, np.: Pinus sylvestris-Vaccinium myrtillus-Pleurozium schreberi lub Agrostis stolonifera-Juncus gerardi. Poza stałością występowania gatunków uwzględniane są stosunki powinowactwa i zasięgi poszczególnych gatunków oraz systematyczne i ekologiczne właściwości rosnących w zbiorowiskach roślin. Najbardziej znanymi przedstawicielami tej szkoły są: Rutger Sernander, Einar Du Rietz, Ruben Nilson, Carl-Thore Fries, Aimo Cajander.
Szkoła rosyjsko-radziecka
Wywodzi się bezpośrednio od Józefa Paczoskiego i stosuje głównie metody opisowe, metodologicznie słabsza niż inne szkoły. Kształtowała się w ramach różnych kierunków. Zespoły roślinne wyróżniane są na podstawie kryteriów florystycznych i ekologicznych, czasem także socjologicznych.
Szkoła anglo-amerykańska
Metody bardzo czasochłonne i sformalizowane. Wykonywane zdjęcie (spis gatunków) na większych lub mniejszych powierzchniach wiązane jest z analizą dynamiki zbiorowiska w danych warunkach klimatycznych (wyjaśnieniem czy zbiorowisko jest ustabilizowane, czy też nie, a więc zmienne w przestrzeni i czasie). Przedstawicielami tej szkoły byli m.in. Frederic Clements, Arthur Tansley.

## Zadania fitosocjologii
1. Badanie składu zbiorowisk roślinnych – wyróżnianie i opisywanie jednostek fitosocjologicznych (fitosocjologia opisowa).
2. Badanie czynników zewnętrznych wpływających na kształtowanie się zbiorowisk (synekologia).
3. Badania rozmieszczenia zbiorowisk roślinnych (synchorologia).
4. Opracowanie podziału i systemu zbiorowisk roślinnych (syntaksonomia).

## Krytyka
Fitosocjologia jest często krytykowana (zwłaszcza w krajach anglosaskich, gdzie podobne zagadnienia badane są przez ekologię biocenoz). Czasem odmawia się fitosocjologii statusu dyscypliny naukowej. Krytycy fitosocjologii wskazują na jej ograniczenia metodyczne: brak metod statystycznych, złożoność i niestabilność systemu syntaksonomicznego i jego nomenklatury, częstą błędność modeli przewidujących zmiany roślinności, istnienie w założeniach teorii fitosocjologicznych kilku słabo zweryfikowanych hipotez. Ekolodzy biocenoz dowiedli eksperymentalnie, że o składzie florystycznym fitocenoz decydują nie tyle warunki środowiska, co kolejność wnikania gatunków do zbiorowiska lub eksplozje populacyjne. Poza tym założenie istnienia biocenoz przewidywalnych i statycznych zastąpione zostało w ekologii i biologii ewolucyjnej założeniem istnienia biocenoz dynamicznych i nieobliczalnych. Dowiedziono także, że częste zmiany i dynamika biocenoz są podstawą długoterminowej ich stabilności – próby blokowania zmian krótkoterminowych powodują niekorzystne zmiany długoterminowe.
Za zalety fitosocjologii uważa się zwykle jej użyteczność dla opisywania stanu i przewidywania kierunków zmian pokrywy roślinnej oraz w zakresie ochrony i zarządzania środowiskiem (np. do identyfikacji przedmiotów ochrony w obszarach Natura 2000).